# Cheikh Anta Diop

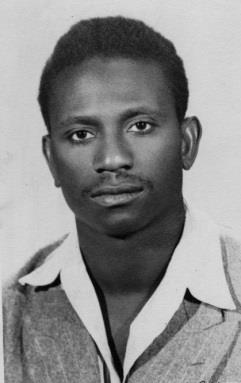
Cheikh Anta Diop (1940er-Jahre)

Cheikh Anta Diop (* 29. Dezember 1923 in Thieytou, Region Diourbel; † 7. Februar 1986 in Dakar) war ein senegalesischer Historiker, Anthropologe und Physiker, panafrikanischer Politiker und Autor. Er forschte und veröffentlichte vor allem zu den antiken und präkolonialen Zivilisationen Afrikas. Diop war Begründer der afrozentrischen Ägyptologie, die in Fachkreisen umstritten ist. Am Institut Fondamental d’Afrique Noire gründete er 1963 ein Labor für Radiokarbondatierung, die er für Erkenntnisse über die afrikanische Ur- und Frühgeschichte nutzte. Er lehrte ab 1960 an der Universität Dakar, ab 1981 als Professor für Geschichte. Die Universität trägt seit 1987 seinen Namen.

## Biografie
Diop wurde 1923 in eine muslimische Wolof-Familie hineingeboren. Er war ein begabter Schüler und erlangte 1945 das Baccalauréat in Mathematik und Philosophie an Schulen in Senegal. Im darauffolgenden Jahr reiste er nach Paris, wo er eine mathematische Vorbereitungsklasse absolvierte, zunächst mit dem Ziel, Luftfahrtingenieur zu werden. Dann schrieb er sich aber an der geisteswissenschaftlichen Fakultät der Pariser Universität für Philosophie ein, wo er insbesondere Lehrveranstaltungen von Gaston Bachelard besuchte. Ab 1947 unternahm er auch linguistische Studien zu den in seiner Heimat gesprochenen Sprachen Wolof und Serer. Im Jahr darauf erschien sein erster Artikel zu den Ursprüngen der Wolof-Sprache und des gleichnamigen Volkes in der von Alioune Diop begründeten panafrikanischen Kulturzeitschrift Présence Africaine. Nach der Licence in Philosophie schrieb er sich 1948 auch an der naturwissenschaftlichen Fakultät ein, wo er 1950 Zertifikate in allgemeiner und angewandter Chemie erwarb. Diop studierte auch Physik, Geschichte, Ägyptologie, Anthropologie, Ökonomie und Soziologie.
Er meldete 1949 bei der Universität sein Disserationsvorhaben zum Thema Die kulturelle Zukunft des afrikanischen Denkens an, betreut von Gaston Bachelard. Da das Doctorat d’État in Frankreich damals zwei Qualifikationsschriften (thèses) erforderte, arbeitete er ab 1951 an einer zweiten Doktorarbeit, betreut vom Ethnologen und Afrikanisten Marcel Griaule, über die Identität der prädynastischen Ägypter (siehe unten). Neben seinem Doktoratsstudium in Paris betätigte er sich als politischer Aktivist. Er wurde 1950 Mitglied des Rassemblement Démocratique Africain (RDA) und war von 1951 bis 1953 Generalsekretär von dessen Studentenorganisation Association des Étudiants du RDA (AERDA) in Paris. In dieser Funktion war er Mitorganisator des ersten panafrikanischen Studenten-Kongresses. Diop heiratete 1953 die Französin Louise Marie Maes, mit der er vier Kinder bekam.
Im selben Jahr nahm er Studien der Kernphysik bei Frédéric Joliot-Curie, dem Schwiegersohn Marie Curies, an dessen Labor am Collège de France auf, wo er 1957 wissenschaftlicher Mitarbeiter wurde. Dort erkannte er die Bedeutung der Radiokarbonmethode (C14-Datierung) für die prähistorische Archäologie und übersetzte Fragmente aus Albert Einsteins Relativitätstheorie ins Wolof. Außerdem unterrichtete er ab 1956 Physik und Chemie an zwei Pariser Lycées. Nachdem seine Arbeit zur ägyptischen Vorgeschichte abgelehnt worden und sein Doktorvater Griaule 1956 gestorben war, musste er sein Dissertationsthema wechseln. Mit dem Prähistoriker André Leroi-Gourhan als neuem Betreuer und einer Arbeit über die Verteilung der Zonen der Matrilinearität und Patrilinearität im Altertum wurde er 1960 schließlich zum docteur ès lettres promoviert. Die Disputation dauerte mehrere Stunden, schließlich bestand er mit mention honorable, also einer lediglich befriedigenden Note.
Anschließend kehrte Diop nach Senegal zurück, wo er ab 1960 als wissenschaftlicher Assistent an der Universität Dakar lehrte. Ab 1963 leitete er Afrikas erstes Labor für Radiokarbondatierung am Institut Fondamental d’Afrique Noire in Dakar. Im Labor wurden verschiedene archäologische Funde aus ganz Afrika datiert, was Diops Hypothesen teilweise bestärkte.
1961 gründete Diop die Oppositionspartei Bloc des Masses Sénégalaises (BMS), welche von der Regierung Leopold Senghors verboten und aufgelöst wurde. 1963 gründete er die Front national sénégalais (FNS), die ebenfalls aufgelöst wurde. 1976 gründete er das Rassemblement national démocratique (RND; Nationale Demokratische Sammlung), welches wiederum unter Senghor verboten wurde. Diop zog sich daraufhin enttäuscht aus der Politik zurück und unternahm auch keinen neuen Versuch, als Senghors Nachfolger Abdou Diouf nach 1981 Oppositionsparteien zuließ.
Beim ersten Weltfestival der schwarzen Künste 1966 in Dakar wurde Diop neben W. E. B. Du Bois zu einem der bedeutendsten schwarzen Autoren des 20. Jahrhunderts gekürt. 1970 bat ihn die UNESCO, an ihrer umfangreichen General History of Africa mitzuwirken. In den 1970ern war Diop als Experte und Sprecher in verschiedenen internationalen Komitees tätig. 1981 veröffentlichte er das einflussreiche Buch Civilisation ou Barbarie, die Krönung seiner lebenslangen Forschungsarbeit. Im selben Jahr ernannte ihn die geisteswissenschaftliche Fakultät der Universität Dakar zum Professor für Geschichte. Nach seinem Tod im Jahr 1986 wurde diese Universität nach ihm benannt.

## Forschung

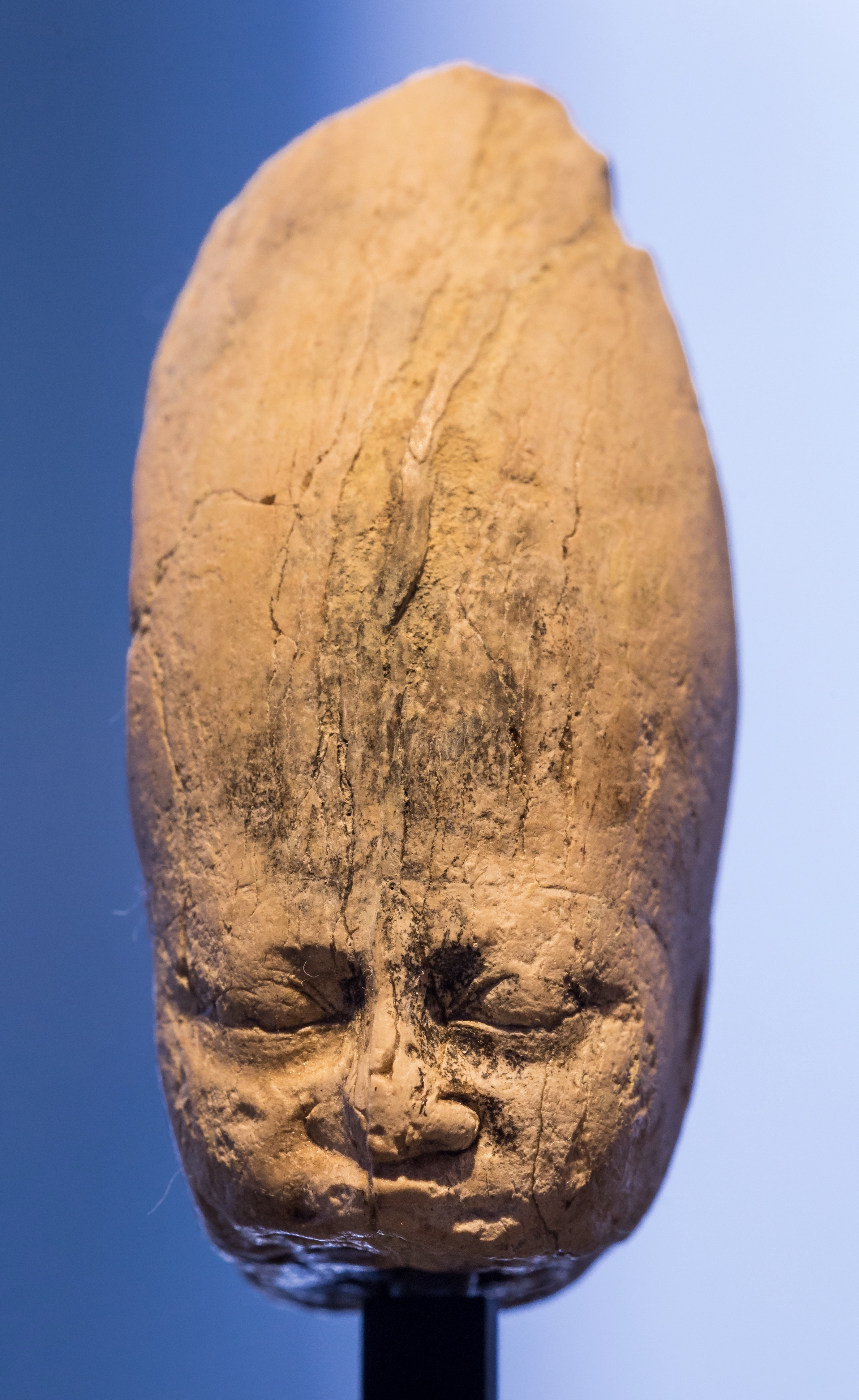
Pharao Cheops, laut Diop ein Schwarzafrikaner

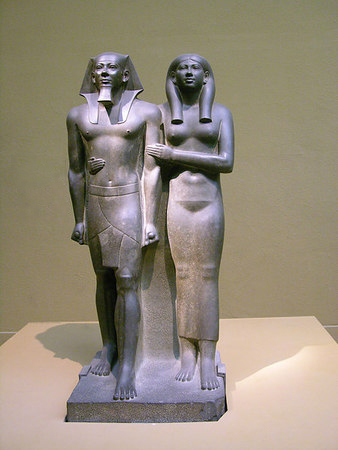
Pharao Mykerinos

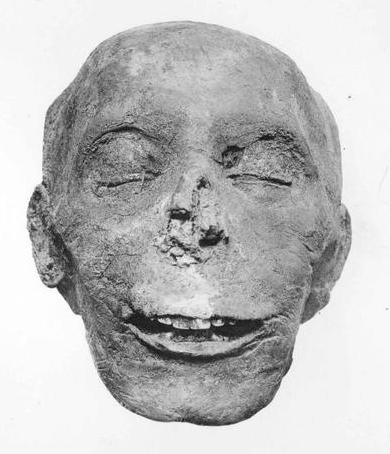
Pharao Thutmosis III., laut Diop ein Sudanese

1951 begann Diop seine Dissertation (Thèse d’État) an der geisteswissenschaftlichen Fakultät der Universität von Paris. Darin entwickelte er die Hypothese, dass die alten Ägypter ursprünglich eine schwarzafrikanische Hochkultur gewesen seien. Solche Hypothesen hatte der akademische Beirat der Universität zuvor mehrmals abgelehnt, doch Diop arbeitete neun Jahre lang an seiner Dissertation, brachte neue und bessere Belege und erhielt schließlich 1960 den Doktorgrad. Der französische Ägyptologe Jean Yoyotte bezeichnete Diop noch 2007 als Hochstapler: „Ein Ägyptologe, der nicht in der Lage war, eine einzige Hieroglyphe zu lesen.“
Bereits 1955 hatte er die Dissertation unter dem Titel Nations nègres et culture (Schwarze Nationen und Kultur) als Buch veröffentlicht. Dies machte ihn zu einem der umstrittensten Historiker seiner Zeit. Diop argumentierte mit eigenen Beobachtungen, zitierte Herodot und Constantin François Volney, und widersprach den etablierten Ansichten Jacques-Joseph Champollions zur ethnischen Zuordnung der alten Ägypter. Ähnliche Ansichten vertraten auch andere afrozentrische Historiker, etwa William Leo Hansberry.
Die Beziehungen zwischen Ägypten und Griechenland bildeten einen Schwerpunkt seiner Forschung. Demnach waren viele griechische Wissenschaftler, wie beispielsweise Pythagoras, in Ägypten, um Mathematik zu lernen. Pythagoras soll sich 22 Jahre lang in Afrika aufgehalten haben. Die Debatte zwischen Cheikh Anta Diop und seinen damaligen Kontrahenten wird mittlerweile in der Black-Athena-Debatte über die umstrittenen Thesen des britischen Historikers Martin Bernals weitergeführt, der einen Einfluss Ägyptens auf die Kultur des Griechenlands der klassischen Antike festgestellt haben will.
Die Zivilisationsdebatte führte seiner Auffassung nach dazu, dass viele Wissenschaftler begannen, den afrikanischen Kontinent als Tabula rasa anzusehen oder die rassistische Hamitentheorie aufzustellen. Nach Anta Diop hätten die Schwarzafrikaner nicht nur Zivilisationen (Königreich Benin, Reich von Kusch, Mali, Songhai, Ghana, Swahili, Groß-Simbabwe, Aksum, Kanem-Bornu und insbesondere Ägypten) hervorgebracht, sondern beherrschten sehr früh die Technik der Metallgewinnung und -verarbeitung und hätten dadurch eine fortschreitende Urbanisierung bewirkt und auch eine fortschrittliche Verwaltung entwickelt. Städte wie Benin oder Oyo schickten sogar Studenten und Botschafter nach Portugal. Die Situation hätte sich mit der Entdeckung Amerikas 1492 und dem Sklavenhandel dramatisch geändert. Laut Anta Diop wären die afrikanischen Kulturen durch die Kolonialisierung und den Sklavenhandel nach und nach zerstört worden.
Diop zufolge begann der Kontakt zwischen Subsahara-Afrika und Europa nicht erst im 18. Jahrhundert, sondern bereits Jahrhunderte vorher, unter anderem sei die Anwesenheit afrikanischer Gelehrter in Europa bereits sehr früh belegt.

## Schriften
- Nations nègres et culture: de l’Antiquité nègre égyptienne aux problèmes culturels de l’Afrique noire d’aujourd’hui. Éditions africaines, Paris 1954. (4. Auflage, Présence africaine, Paris / Dakar 2003, ISBN 2-7087-0688-8).
- L’Unité culturelle de l’Afrique noire. Présence Africaine, Paris 1959. (2. Auflage, Paris / Dakar 1982, ISBN 2-7087-0406-0).
- L’Antiquité africaine par l’image. Présence africaine, Paris (2. Auflage, Présence africaine, Paris / Dakar 1998, ISBN 2-7087-0659-4).
- L’Afrique noire précoloniale. Étude comparée des systèmes politiques et sociaux de l’Europe et de l’Afrique noire de l’Antiquité à la formation des États modernes. (2. Auflage, Présence africaine, Paris / Dakar 1987, ISBN 2-7087-0479-6).
- Alerte sous les tropiques: articles 1946-1960: culture et développement en Afrique noire. Présence africaine, Paris / Dakar 1990, ISBN 2-7087-0548-2.
- Les Fondements culturels, techniques et industriels d’un futur État fédéral d’Afrique noire. Présence Africaine, Paris / Dakar 1960 ; réédité par Présence africaine sous le titre Les fondements économiques et culturels d’un État fédéral d’Afrique Noire. Présence africaine, Paris 2000, ISBN 2-7087-0535-0.
- Antériorité des civilisations nègres: mythe ou vérité historique? Présence Africaine, Paris / Dakar 1967, ISBN 2-7087-0562-8.
- Parenté génétique de l’égyptien pharaonique et des langues négro-africaines. Nouvelles éditions africaines, Dakar/Abidjan 1977.
- Civilisation ou Barbarie. Présence africaine, Paris / Dakar 1981, ISBN 2-7087-0394-3.
- Nouvelles recherches sur l’égyptien ancien et les langues africaines modernes. Présence africaine, Paris / Dakar 1988, ISBN 2-7087-0507-5 (ouvrage posthume).

## Dokumentarfilm
Diops Leben und Wirken ist das Thema des Dokumentarfilms Kemtiyu. Séex Anta – Cheikh Anta (2016) von Ousmane William Mbaye, der auf mehreren Festivals gezeigt wurde, u. a. beim FESPACO 2017 in Ouagadougou, wo er den Preis als Bester Dokumentarfilm gewann, und dem International Film Festival Rotterdam. Mbaye geht in seinem Werk auf die Kontroversen um Diops Ansichten ein, verteidigt jedoch dessen Grundaussagen.